# Arethusana latefasciata
Arethusana latefasciata är en fjärilsart som beskrevs av Zusanek 1925. Arethusana latefasciata ingår i släktet Arethusana och familjen praktfjärilar. Inga underarter finns listade i Catalogue of Life.